# Vitbröstad skogsgärdsmyg
Vitbröstad skogsgärdsmyg (Henicorhina leucosticta) är en fågel i familjen gärdsmygar inom ordningen tättingar.

## Utseende och läte
Vitbröstad skogsgärdsmyg är en mycket liten och stubbstjärtad gärdsmyg. Den har kraftigt streckat ansikte, vit haka och fylligt mörkbrun ovansida. Vanligaste lätet är ett grodlist, metalliskt och svårlokaliserat "peenk", medan den varierade och visslade sången är relativt kort, vanligen inledd med en dämpad väsande vissling.

## Utbredning och systematik
Vitbröstad skogsgärdsmyg förekommer från sydöstra Mexiko söderut genom Centralamerika till centrala Peru och norra Brasilien. Den delas här in i tolv underarter med följande utbredning:
- prostheleuca-gruppen
  - Henicorhina leucosticta decolorata – sydöstra Mexiko
  - Henicorhina leucosticta prostheleuca – tropiska östra Mexiko (San Luis Potosí) till Belize och västra Guatemala
  - Henicorhina leucosticta tropaea – Honduras och Nicaragua
  - Henicorhina leucosticta smithei – Petén i Guatemala
- pittieri-gruppen
  - Henicorhina leucosticta costaricensis – centrala Costa Rica (Cartago och Limón)
  - Henicorhina leucosticta pittieri – sydvästra Costa Rica och Panama (i öster till Kanalzonen)
- inornata-gruppen
  - Henicorhina leucosticta eucharis – subtropiska västra Colombia
  - Henicorhina leucosticta inornata – låglandsområden mot Stilla havet i södra Colombia och nordvästligaste Ecuador
- leucosticta-gruppen
  - Henicorhina leucosticta darienensis – östra Panama (Kanalzonen) till nordvästra Colombia (i söder till Chocó)
  - Henicorhina leucosticta albilateralis – tropiska och subtropiska områden i norra och nordvästra Colombia
  - Henicorhina leucosticta hauxwelli – tropiska södra Colombia till östra Ecuador och centrala Peru öster om Anderna
  - Henicorhina leucosticta leucosticta – östra Venezuela, Guyana, Surinam och norra Brasilien

Ofta urskiljs även underarten alexandri, med utbredning på karibiska sluttningen i östra Panama och nordvästra Colombia.

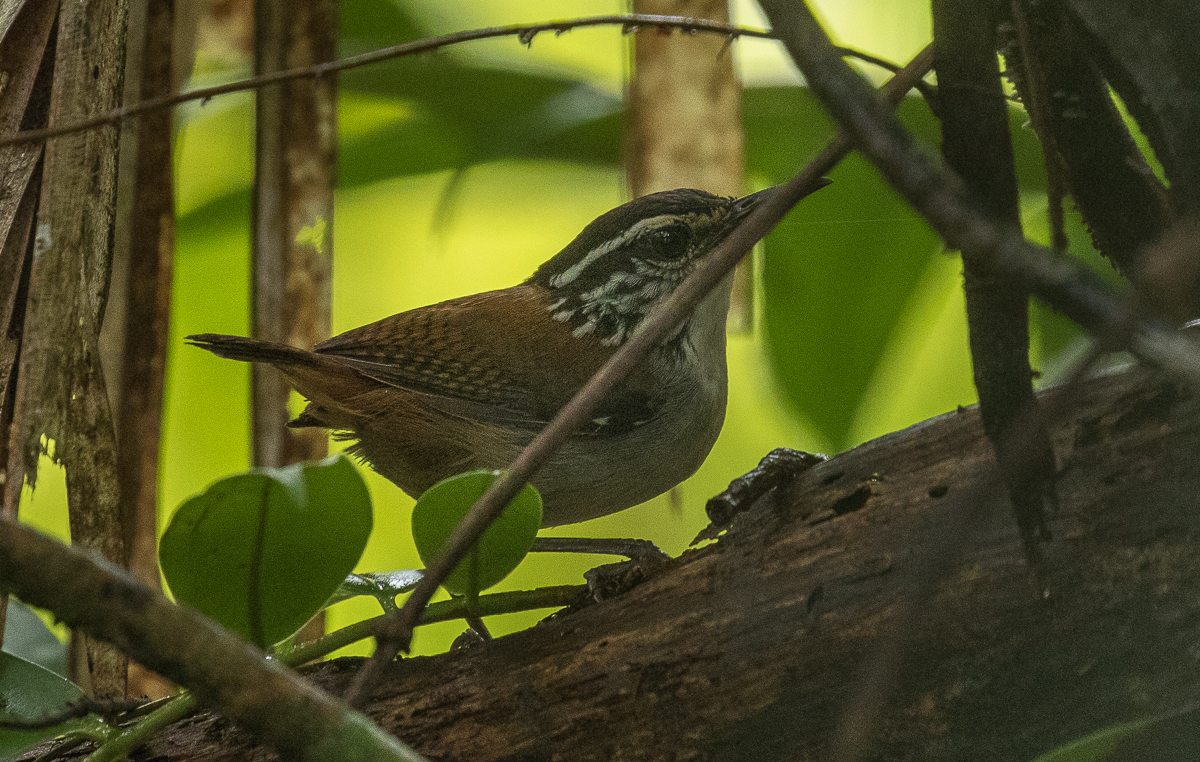
Vitbröstad skogsgärdsmyg fotograferad i Panama.

## Levnadssätt
Vitbröstad skogsgärdsmyg hittas i låglänta fuktiga tropiska skogar. Där förekommer den vanligen nära eller på marken i undervegetationen. Den hörs långt oftare än ses och är mycket svår att få syn på, även i rätt öppen undervegetation.

## Status och hot
Arten har ett stort utbredningsområde, men tros minska i antal, dock inte tillräckligt kraftigt för att den ska betraktas som hotad. Internationella naturvårdsunionen IUCN listar därför arten som livskraftig (LC).